# Skurup (plaats)
Skurup is de hoofdplaats in de gemeente Skurup in Skåne de zuidelijkste provincie van Zweden. De plaats heeft 6978 inwoners (2005) en een oppervlakte van 448 hectare.

## Verkeer en vervoer
Bij de plaats lopen de E65 en Länsväg 102.
De plaats heeft een station aan de spoorlijn Malmö - Ystad.
Skurup · Rydsgård · Skivarp · Abbekås